# Јахија Хасан
Јахија Хасан (арап. Yahya Hassan; Орхус, 19. мај 1995 — Орхус, 29. април 2020) је био дански песник палестинског порекла. 
Пронађен је мртав у свом апартману у Орхусу 29. априла 2020. године.

## Дела
- Новела Добро место за умрети, објављена у антологији Ми смо овде (дан. Vi er herinde), 2011.  978-87-993537-3-6.
- Јахија Хасан : Песме (дан. Digte), 2013.  978-87-02-15352-1.